# Barlingshult
Barlingshult ([bɑːlɪŋshʉlt]) är en by i västra Värmland.
Barlingshult ligger sydväst om sjön Övre Gla i naturreservatet Glaskogen.

## Namnet
Namnet skrevs förr Barlindehult och skall vara givet efter en barrlind som stått norr om Södra Ögårdens stugvägg. Strömshult är också ett namn som används om Barlingshult. Det namnet är från att stället varit på Södra Ströms ägor. 

## Historia
En skogsfinne vid namn Smed-Per skall ha varit den första bebyggaren på platsen enligt ISOFs anteckningar från 1931.. Dock hävdar publikationen "Ortnamnen i Värmlands län" från senare år (1950) att den första skall ha varit en annan skogsfinne vid namn Hendrich Perszon. Dock kan dock vara troligt att Hendrich är son till Smed-Per, grundat i hans efternamn.
I Barlingshult har även fadern till den mytomspunna Troll-Mattes i Glassnäs bott.